# 茹洪
茹洪（543年—580年8月26日），字义宽，雁门郡（今山西省忻州市代县）人，北周官员。

## 生平
茹洪以周明帝宇文毓挽郎为起家官，出任奉朝请，很快以勋贵子弟的身份补任晋荡公宇文护亲信，又出任梁州总管士曹，转任白云县县令，加都督，很快转任䢵州总管府掾，又转任劝西郡太守。大象元年（579年），元帅、郧国公韦孝宽征讨南陈的淮河以南地区，茹洪作为杞国公宇文亮的杞国属官跟随。当时宇文亮听说儿媳尉迟炽繁被周宣帝宇文贇逼奸，很是害怕。三月，周军回到豫州后，宇文亮秘密的对长史杜士峻说:“皇帝越来越荒淫纵欲，国家将要危亡。我既然忝为宗室，不忍心旁观国家灭亡。如今如果偷袭郧国公吞并他的军队，推举各位叔伯为君主，大张旗鼓的前进，有谁敢不听从。”宇文亮于是在夜间率领几百名骑兵偷袭韦孝宽的军营，茹洪知道宇文亮的阴谋，事先迅速报告了韦孝宽，韦孝宽因此秘密的做了准备。宇文亮失败后逃走，被韦孝宽追上斩首。茹洪因功加开府仪同大将军，封成忠县开国公，食邑一千户。大象二年八月一日（580年8月26日），茹洪在䢵州去世，虚岁三十八，朝廷赠予使持节、开府仪同大将军、纯永二州诸军事、纯州刺史，其余官职如故，开皇二年七月十八日（582年8月22日）葬于咸阳耦原。

## 家庭

### 祖父
- 茹某，广平郡瑯琊郡二郡太守[1][2]

### 父亲
- 茹某，义阳郡延寿郡二郡太守、仪同三司、刑部大夫[1][2]